# Kolar Amanikere, Kolar
Kolar Amanikere là một làng thuộc tehsil Kolar, huyện Kolar, bang Karnataka, Ấn Độ.